# Godzilla: Planet of the Monsters
GODZILLA 怪獣惑星 (Gojira: Kaijū Wakusei, Godzilla: Planet of the Monsters, também conhecido como Godzilla Part 1: Planet of the Monsters, Godzilla: Monster Planet), no Brasil, Godzilla: Planeta dos Monstros, um filme de animação japonesa computadorizada de ficção científica e kaiju lançado em 2017. Foi produzido pela Tōhō e animado pela Polygon Pictures em associação com a Netflix. É o 32° da franquia Godzilla, o 30° feito pela Toho, além do primeiro da trilogia feita pela mesma. Foid dirigido por Kobun Shizuno e Hiroyuki Seshita. Foi lançado no Japão em 17 de novembro de 2017 e distribuído mundialmente em 17 de janeiro de 2018 pela Netflix.

## Enredo
A partir do último verão do século 20, monstros gigantes começaram a surgir por todo o planeta. Um deles, Godzilla, atacava tanto os seres humanos quanto outros monstros. Duas espécies alienígenas, os Exif e os Bilusaludos, chegam à Terra, com os primeiros querendo converter a humanidade à sua religião, e os segundos pedindo imigração, prometendo eliminar Godzilla com Mecha-Godzilla em troca. No entanto, Mecha-Godzilla foi destruído antes de ser ativado, obrigando as três espécies à abandonarem a Terra e partirem para Tau Ceti a bordo da nave Aratrum.
20 anos depois e a 11,9 anos-luz da Terra, o Capitão Haruo Sakaki se tranca em um ônibus espacial, ameaçando destruir a área com uma bomba a menos que a Aratrum deixe o planeta que estão orbitando e que o comitê central abandone o projeto de emigração. Haruo acredita que o planeta não é habitável e que a tripulação do projeto consiste apenas de idosos, incluindo seu avô, pois ele acha que o comitê está tentando reduzir a população devido à falta de recursos. Haruo falha e é preso. Em sua cela, ele vê o ônibus espacial explodir enquanto entra na atmosfera do planeta.
Metphies, um sacerdote Exif, visita Haruo, e o entrega dados confidenciais sobre Godzilla. Haruo publica anonimamente os dados, que detalham os pontos fracos de Godzilla e convence o comitê a voltar para a Terra, visto que encontrar outro planeta habitável parece improvável.
Metphies diz que é impossível coexistir com Godzilla e sugere uma estratégia para matá-lo. Ele também fala que os dados anônimos vieram de uma investigação completa, e promete revelar o autor caso Haruo seja libertado. Haruo é solto sob fiança e diz que um órgão específico de Godzilla emite um pulso eletromagnético de alta frequência, gerando um escudo invisível ao redor de seu corpo. Haruo propõe inserir uma sonda PEM na região do órgão, fazendo Godzilla implodir. No entanto, seria necessário realizar ataques coordenados e precisos, além de uma equipe de 600 pessoas.
Relutantes, os membros do comitê aceitam o plano e realizam uma viagem de dobra sub-espacial de volta à Terra. A Aratrum envia naves de reconhecimento para escanear o planeta, revelando que Godzilla ainda está vivo. Devido ao uso do motor de dobra, ao desembarcarem, é visto que 20.000 anos se passaram e que a presença do monstro alterou completamente a biosfera, com toda forma de vida exibindo traços semelhantes a Godzilla. O grupo é atacado por criaturas voadoras nomeadas como Servuns, que causam danos críticos às naves de desembarque. Leland, o líder da equipe, ordena uma evacuação, mas Metphies enfatiza que eles precisam se reunir com os batalhões D e E, passando pela área que Godzilla frequenta.
O grupo se mobiliza e logo encontra Godzilla. Haruo prossegue com o plano e o ataca. Leland consegue provocá-lo para que use sua respiração atômica, ao custo de sua vida, revelando que o ponto fraco são as barbatanas dorsais. O comando recai sobre Metphis, que promove Haruo à comandante.
O grupo continua o ataque e conseguem prender Godzilla no desfiladeiro Tanzawa. As sondas PEM são postas sobre as barbatanas, causando a implosão. Comemorando a aparente vitória, o biólogo ambiental, Martin Lazzari, teoriza que este Godzilla pudesse ser uma subespécie daquele que expulsou a humanidade da Terra. Posteriormente, o Godzilla original, que chegou a 300 metros de altura, surge debaixo de uma montanha nas proximidades e destrói o resto das naves, bem como quase todos os batalhões. Preso sob os escombros, Haruo observa Godzilla partir, jurando matá-lo.
Na cena pós-créditos, Haruo acorda dentro de uma cabana, com uma garota indígena em pé ao seu lado.

## Elenco
| Personagens      | Dublador                                   |
| ---------------- | ------------------------------------------ |
| Haruo Sakaki     | Mamoru Miyano (adulto), Aya Suzaki (jovem) |
| Metphies         | Takahiro Sakurai                           |
| Martin Lazzari   | Tomokazu Sugita                            |
| Mulu Elu Galu Gu | Junichi Suwabe                             |
| Rilu-Elu Belu-be | Kenta Miyake                               |
| Yuko Tani        | Kana Hanazawa                              |
| Adam Bindewald   | Yūki Kaji                                  |
| Eliott Leland    | Daisuke Ono                                |
| Unberto Mori     | Kenyu Horiuchi                             |
| Halu-Elu Dolu-do | Kazuya Nakai                               |
| Endurphe         | Kazuhiro Yamaji                            |